# Вулингјуан
Вулингјуан (кин: 武陵源) је историјски и природни крајолик који се налази у округу Вулингјуан у кинеској покрајине Хунан. Уписан је на листу Светске културне баштине 1992. године. Чини га преко 3.000 природних камених стубова грађених од кварцита, од којих су бројни виши од 200 метара. Предео је прошаран бројним јаругама и клисурама, са живописним потоцима, језерским басенима, рекама и водопадима. На локалитету постоји чак 40 пећина са богатим кречњачким формацијама, а посебно се истиче природни камени мост (прераст) — Тјенћашенгкунг (букв. значење „мост преко неба”). Мост се налази 357 метара изнад долине и један је од највиших природних мостова на свету. На локалитету Вулингјен живи велики број угрожених врста, од којих се посебно истичу азијски дивљи пас, азијски црни медвед и кинески водени јелен.
Административно гледано, локалитет припада граду Жангђађе и налази се око 270 километара северозападно од Чангшаа, главног града покрајине Хунан. Парк се простире на површини од 690 квадратних километара. Вулингјуан је део планинског ланца Вулинг. Област значајне природне лепоте се састоји од четири национална парка, а то су Национални парк шуме Жангђађе, резерват природе долина реке Суокси, планински резерват Тианзи, и Џенђађе. Овај природни крајолик има преко 560 атракција.

## Геологија
Пешчари од еродираног кварца настали су у ери Девон у периоду од пре око 416 до пре око 359,2 милиона година, комбинацијом тектонског уздизања тла и водене ерозије. Највиша област у парку је Хуанг Ши Џао (黃石寨), на висини од 1.050 метара, до које се долази жичаром и низом степеница. 

## Галерија
- Панорамски поглед
- Река Жангђађе
- Улаз у Вулингјуан парк